# Tahir Ali
Tahir Ali, né en 1971,  est un homme politique britannique du Parti travailliste qui est député pour Birmingham Hall Green depuis 2019.

## Jeunesse
Ali travaille pour Royal Mail après avoir obtenu un apprentissage d'ingénieur à l'âge de 17 ans. Il est un syndicaliste actif et responsable politique du Syndicat des travailleurs de la communication.
Ali représente le quartier Nechells au conseil municipal de Birmingham depuis 1999. Il fait partie du cabinet du conseil de 2000 à 2003 et 2012 à 2016, (cabinet fantôme 2004 à 2012) ses responsabilités comprenant les services locaux, le développement, l'emploi, les compétences, les transports et l'économie. En 2012, il est le seul membre d'une minorité ethnique de l'équipe.
La campagne aux élections de 2019 est entachée par les intimidations des partisans de l'ancien député Roger Godsiff, qui aboutissent à trois enquêtes policières, une arrestation pour communications malveillantes et des patrouilles de police à l'extérieur des bureaux de vote. Néanmoins, Ali l'emporte avec une large majorité.
Ali soutient Rebecca Long Bailey lors de l'Élection à la direction du Parti travailliste britannique de 2020 et Angela Rayner lors de l'élection à la direction adjointe.